# Kostur (obwód Chaskowo)
Kostur (bułg. Костур) – wieś w Bułgarii, w obwodzie Chaskowo, w gminie Swilengrad. Według danych szacunkowych Ujednoliconego Systemu Ewidencji Ludności oraz Usług Administracyjnych dla Ludności, 15 grudnia 2018 roku miejscowość liczyła 32 mieszkańców.
Kostur znajduje się w górach Sakar. Do 1878 roku wioskę zamieszkiwali wyłącznie Turcy. Stara nazwa miejscowości istniejąca do 1934 to Kostju kjoj.